# Carlos Núñez
Carlos Núñez Muñoz (Vigo, 1971) é um músico Galego e representante da música tradicional da Galiza. Toca flauta de bisel e gaita-de-fole (ou, mais especificamente, gaita galega). Sendo mais conhecido como gaiteiro, foi um dos responsáveis pelo ressurgimento do estilo em seu país. Em 2004, participou da trilha sonora do filme Mar Adentro, do diretor Alejandro Amenábar.

## Discografia
- A Irmandade das Estrelas (BMG Ariola, 1996)
- Os amores libres (BMG Ariola, 1999)
- Mayo Longo (BMG Ariola, 2000)
- Todos os mundos (BMG Ariola, 2002)
- Almas de Fisterra (Sony Music, 2003)
- Cinema do mar (2005)
- Alborada do Brasil (2009)

Edições especiais
- Almas de Fisterra Edición Especial (Sony Music, 2003)
- Cinema do mar (Versão espanhola, fevereiro 2007)

## DVD
- DVD Carlos Núñez & Amigos en casa (Sony/BMG, 2004)